# Marcin Dzierżanowski
Marcin Dzierżanowski (ur. 9 kwietnia 1977 w Mońkach) – polski dziennikarz i publicysta. Absolwent Wydziału Dziennikarstwa i Nauk Politycznych Uniwersytetu Warszawskiego. Z prasą związany od 2001 roku. Pracował kolejno w „Życiu Warszawy”, „Wprost” (gdzie był m.in. zastępcą w 2013, oraz redaktorem naczelnym w latach 2019-20), „Dzienniku”, „My Company Polska". Twórca i pierwszy szef portalu informacyjnego TVP Info - tvp.info. W latach 2010–2013 był sekretarzem redakcji polskiej edycji magazynu National Geographic Traveler. 
Laureat konkursu Pióro Odpowiedzialności w 2013 roku organizowanego przez Forum Odpowiedzialnego Biznesu. W 2019, jako redaktor naczelny tygodnika „Wprost”,  członek kapituły nagrody specjalnej Radia ZET im. Andrzeja Woyciechowskiego „Dziennikarz Dekady”.

## Taśmy o. Rydzyka
W 2007 roku został nominowany do nagrody Grand Press w kategorii News oraz do nagrody im. Andrzeja Woyciechowskiego za artykuł „Spowiedź Rydzyka” („Wprost” nr 28/2007 z 15 lipca 2007 roku). W artykule opublikował fragmenty wykładu, który dyrektor Radia Maryja ojciec Tadeusz Rydzyk wygłosił w kwietniu 2007 roku dla studentów Wyższej Szkoły Kultury Społecznej i Medialnej w Toruniu. Z nagrań wykładu, które „Wprost” zamieścił dodatkowo na swoich stronach internetowych, wynika, że o. Rydzyk nazwał prezydentową Marię Kaczyńską „czarownicą, która powinna poddać się eutanazji”, a prezydentowi Lechowi Kaczyńskiemu zarzucił oszustwo. Publikacja „taśm o. Rydzyka” zapoczątkowała gorącą dyskusję na temat postawy etycznej ojca dyrektora i jego udziału w życiu publicznym w Polsce. W związku z wypowiedziami o charakterze antysemickim, które również miały znaleźć się w treści wykładu, Centrum Szymona Wiesenthala zwróciło się do papieża Benedykta XVI o odwołanie Tadeusza Rydzyka z pełnionych funkcji. Ojca Rydzyka potępił też ambasador Izraela w Polsce Dawid Peleg.

## Wywiady prasowe
Marcin Dzierżanowski przeprowadził kilka cytowanych później wywiadów, m.in. „Nie mam konta” z premierem Jarosławem Kaczyńskim i „Homotubisie” z rzecznik praw dziecka Ewą Sowińską. W wywiadzie „Nie mam konta” („Wprost” nr 20/2007 z 20 maja 2007 r.) premier oświadczył, że trzyma oszczędności na koncie mamy, bo nie chce, by ktoś bez jego wiedzy wpłacił mu na rachunek jakieś pieniądze.
W wywiadzie „Homotubisie” („Wprost” nr 22/2007 z 22 czerwca 2007 r. – we współpracy z Katarzyną Ewą Nowicką) rzecznik praw dziecka Ewa Sowińska powiedziała zaś, że poprosi psychologów ze swojego biura by zbadali, czy program dla dzieci „Teletubisie” "promuje" homoseksualizm, czym wywołała głośne kontrowersje.  W obliczu zainteresowania opinii międzynarodowej Ewa Sowińska wydała oświadczenie, w którym stwierdziła, że została zmanipulowana przez Dzierżanowskiego. Dziennikarz miał zasugerować jej poważny problem "promowania homoseksualizmu" przez serial. Dzierżanowski potwierdził, że zastosował prowokację dziennikarską, ale uznał, że „miał do niej prawo”.

## Książki
Marcin Dzierżanowski jest autorem lub współautorem książek:
- Smoleńsk. Zapis Śmierci (2011; wraz z Michałem Krzymowskim; wydawnictwo Znak);
- Antoni Macierewicz. Biografia nieautoryzowana (2018; wraz z Anną Gielewską; wydawnictwo The Facto);
- To jest także nasz Chrystus. Rozmowy z chrześcijanami LGBT+ (2023; wydawca: Fundacja Wiara i Tęcza).

Jest autorem broszury "Wiara w Kolorach Tęczy. Przewodnik dla chrześcijan LGBT+" oraz współautorem poradnika „Jak mówić i pisać o osobach LGBT+”.

## Życie prywatne
Marcin Dzierżanowski jest katolikiem, osobą homoseksualną, współzałożycielem, pierwszym prezesem i działaczem Fundacji Wiara i Tęcza, skupiającej chrześcijan LGBT+.

## Towarzystwo Przyjaciół Moniek
Marcin Dzierżanowski jest byłym prezesem Towarzystwa Przyjaciół Moniek. Wraz z późniejszym prezesem Krzysztofem Falkowskim redagował książkę pt. „Ksiądz Kanonik Kazimierz Wilczewski Honorowy Obywatel Miasta Mońki”.